# Olavi Kuronen
Eino Olavi Kuronen (* 22. Januar 1923 in Maaninka; † 8. Januar 1989 in Joensuu) war ein finnischer Skispringer.

## Werdegang
1950 sprang Kuronen mit 90 m auf der damals größten finnischen Schanze, der Puijo-Schanze in Kuopio finnischen Rekord. Im gleichen Jahr gewann er die US-amerikanische Skisprung-Meisterschaft und wurde mit der Torger Tokle Memorial Trophy ausgezeichnet, einer Auszeichnung für den Gewinner der US-Meisterschaften des Norwegen-Vereins New York in Duluth, Minnesota. Bei der Nordischen Skiweltmeisterschaft 1950 in Lake Placid wurde er mit Sprüngen von 64,5 m und 62 m Zwölfter auf der Normalschanze.
Bei den Olympischen Winterspielen 1956 in Oslo wurde er auf der Normalschanze Zwölfter. Es war das einzige internationale Turnier, bei dem er antrat.